# Jean-Pierre Rey
Jean-Pierre Rey MEP (jap. ジャン・ピエール・レイ) (ur. 3 listopada 1858 w Juliénas, zm. 25 maja 1930) – francuski duchowny rzymskokatolicki, misjonarz, arcybiskup tokijski.

## Biografia
Jean-Pierre Rey urodził się 3 listopada 1858 w Juliénas we Francji. 9 października 1878 wstąpił do Towarzystwa Misji Zagranicznych w Paryżu. 4 marca 1882 otrzymał święcenia prezbiteriatu i został kapłanem Towarzystwa. Po święceniach wyjechał do Japonii. Oprócz sprawowania funkcji kapłańskich pracował w sierocińcu i jako nauczyciel. W latach 1896–1901 na własną prośbę urlopowany we Francji. Po powrocie do Japonii pracował na parafiach, jako kapelan sióstr zakonnych, a następnie w biurze prokuratora Towarzystwa w Tokio.
1 czerwca 1912 papież Pius X mianował go arcybiskupem tokijskim. 25 lipca 1912 w katedrze tokijskiej przyjął sakrę biskupią z rąk biskupa Hakodate Alexandra Berlioza MEP. Współkonsekratorami byli biskup Osaki Jules-Auguste Chatron MEP oraz wikariusz apostolski Seulu Gustave-Charles-Marie Mutel MEP.
6 marca 1926 zrezygnował z katedry. Otrzymał wtedy arcybiskupstwo tytularne Philippopolis. Emeryturę spędził w Uedzie. Zmarł 25 maja 1930. Pochowany na cmentarzu Aoyama w Tokio.